# Klara Franke

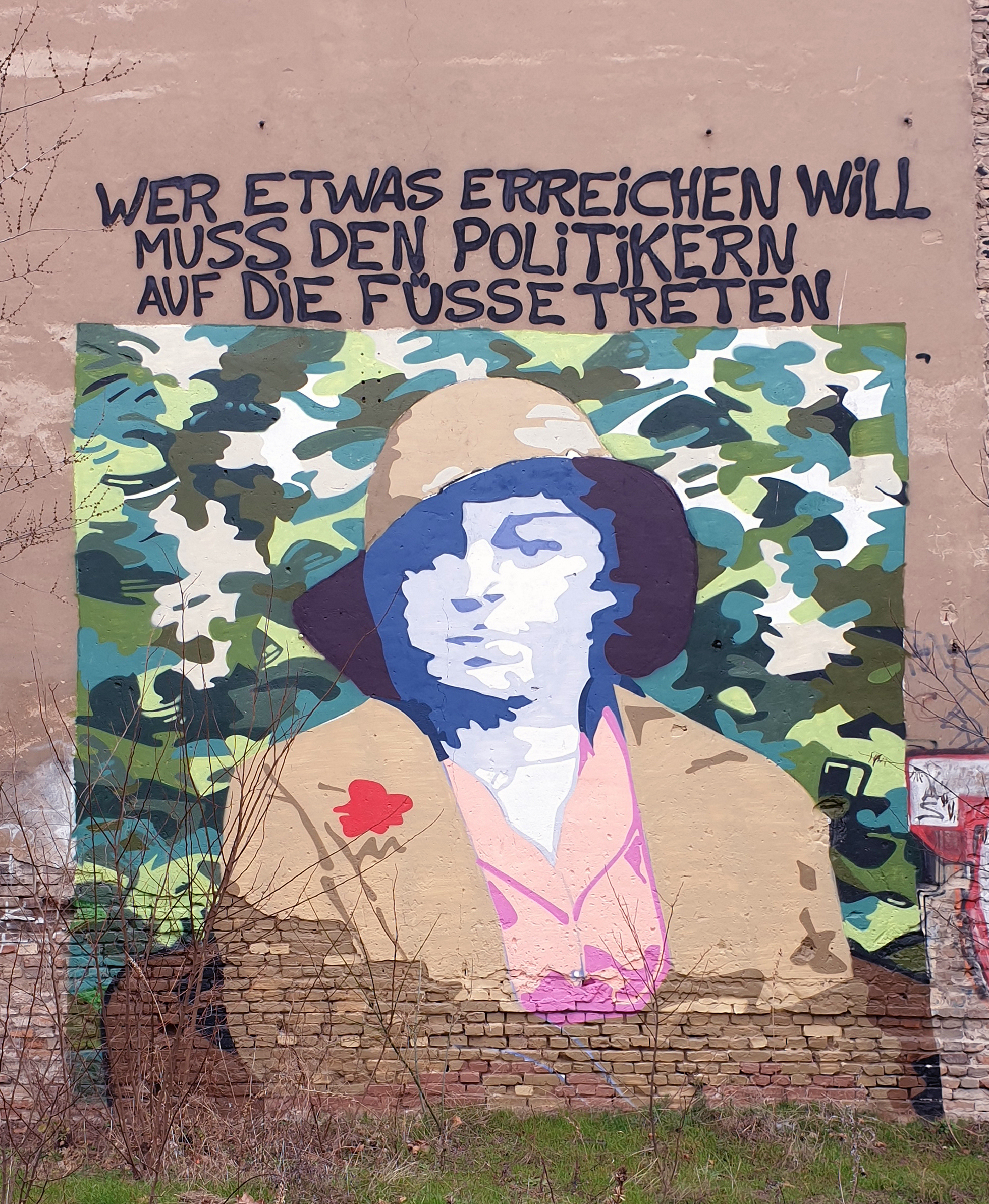
Wandmalerei, Klara Franke „Wer etwas erreichen will..“

Klara Franke (* 6. März 1911; † 26. August 1995) war eine deutsche Lokal-Aktivistin in Berlin. In dem Berliner Stadtteil Moabit setzte sie sich besonders für die Entwicklung des Lehrter Kiez ein. Eine Gedenktafel erinnert dort an die sogenannte „Kiezmutter der Lehrter Straße“, die ihr ganzes Leben lang für den Erhalt und die Weiterentwicklung des Stadtteils Moabit, in Berlin kämpfte.
Nach ihr sind die Klara-Fanke-Straße und der Klara-Franke-Platz, beide im Lehrter Kiez, benannt. Alle zwei Jahre wird der Klara-Franke-Preis, für bürgerschaftliches Engagement in Moabit vergeben.

## Leben
Klara Franke wurde im Jahr 1911 in der Borsingstraße in Berlin-Mitte geboren. Von 1912 bis 1914 lebte sie mit ihren Eltern in der Lehrter Straße 54 in Moabit. Nachdem sie einige Jahre in der Fennstraße gelebt hatten, zog die Familie 1934 zurück in die Lehrter Straße 55 (2. Stock im Vorderhaus). In dieser Wohnung lebte Franke bis zum Jahr 1989, bevor sie innerhalb des Hauses in eine kleinere Wohnung umzog, wo sie bis zu ihrem Tod im Jahr 1995 lebte. Insgesamt lebte Franke über 60 Jahre in dem Gebäude in der Lehrter Straße und damit in dem Kiez und Stadtteil, für den sie sich ihr Leben lang engagierte.
Franke war Betriebsrätin bei der Firma Gegenbauer, nachdem sie 1959 dort als Putzkraft angefangen hatte zu arbeiten.
Klara Franke starb am 26. August 1995 bei einem Essen mit Freunden in der Pizzeria „Mediterraneo“ (Lehrter Str. 27). Die letzte Rechnung hängt heute noch hinter einem Bild von ihr im Restaurant.

## Soziales Engagement
Klara Franke hat durch ihr Engagement den Moabiter Kiez und besonders den Lehrter Kiez in Berlin stark geprägt. Sie organisierte Demonstrationen, sammelte Unterschriften und trat immer wieder in Kontakt mit Politikern, um sich für den Stadtteil starkzumachen. Bekannt war sie zu Lebzeiten im Lehrter Kiez für ihr ausdauerndes Engagement für Kinder, Jugendliche, Studierende, Senioren und Benachteiligte. Mit großen und kleinen Aktionen versuchte sie, das Leben im Kiez zu verbessern, beispielsweise mit einem Spielplatz für Kinder oder Sitzgelegenheiten für Senioren.
In den 1980er machte sie sich besonders für Wohnraum und Infrastruktur im Stadtteil Moabit stark. Nachdem in den 1980er Jahren die Entwicklung des Berliner Stadtteil Moabit stark nachließ und viele Häuser innerhalb des Bezirks sanierungsbedürftig wurden, entstanden Bürgerinitiativen, die den Stadtteil wieder lebenswert machen wollten. Franke war für dieses Engagement eine Leuchtturmfigur, deren Auswirkungen bis heute sichtbar sind. 1981 organisierte sie Proteste gegen den Abriss ihrer Häuserzeile in der Lehrter Straße, welchen sie dadurch auch verhindern konnte. 1985 organisierte Franke den Widerstand gegen die geplante Umwandlung des Moabiter Krankenhauses in ein Seniorenheim. Auf Demonstrationen wendete sie sich dabei gegen den damaligen Gesundheitssenator Ulf Fink (CDU), um sein Vorhaben zu verhindern. Für ihr Engagement für den Erhalt des Krankenhauses bekam sie 1992 das Bundesverdienstkreuz verliehen.
Ab 2017 erinnerte eine große Wandmalerei von Christian Kurt Ebert an der Kulturfabrik, in der Lehrter Straße 35, mit einem Zitat an sie: „Wenn Du was erreichen willst, musst Du den Politikern auf die Füße treten!“. Im Zuge von Sanierungsmaßnahmen an dem Gebäude der Kulturfabrik wurde die Malerei entfernt.

## Auszeichnungen
Im Jahr 1992 erhielt Franke, das vom Bundespräsidenten verliehen Bundesverdienstkreuz am Bande für ihr soziales Engagement. Überreicht wurde ihr dies vom damaligen Bezirksbürgermeister Wolfgang Naujokat (SPD). Geehrt wurde damit Frankes Engagement für die Lehrter Straße sowie ihr ausdauernder Kampf, für den Erhalt des Krankenhauses Moabit. Sie selbst kommentierte dies später mit den Worten: „…eigentlich für’s Krankenhaus, aber ick sag mal ick bin die Einzige, die für ihre große Klappe das gekriegt hat, ja.“.
Im Jahr 1995 erhielt Franke die „Goldene Ehrennadel“ des Bezirks Tiergarten.

## Klara-Franke-Preis
Seit 2000 wird alle zwei Jahre der Klara-Franke-Preis für besonderes Bürger-Engagement im Berliner Stadtteil Moabit verliehen. Der Preis wird vom Verbund für Nachbarschaft und Selbsthilfe Moabit am 6. März, Frankes Geburtstag vergeben. Insgesamt wurde der Preis bis heute bereits 18-mal vergeben, das letzte Mal am 6. März 2022 an Irene Stephani für ihr langjähriges Engagement für den Moabiter Kinderhof und die Kinder Moabits und an Mechthild Merfeld für ihr über viele Jahre fortdauerndes Engagement im „Sie waren Nachbarn“ e. V. Hier wurde besonders ihr Kontakt zu Nachfahren von Opfern des Nationalsozialismus aus Moabit ausgezeichnet.